# 중세 건축

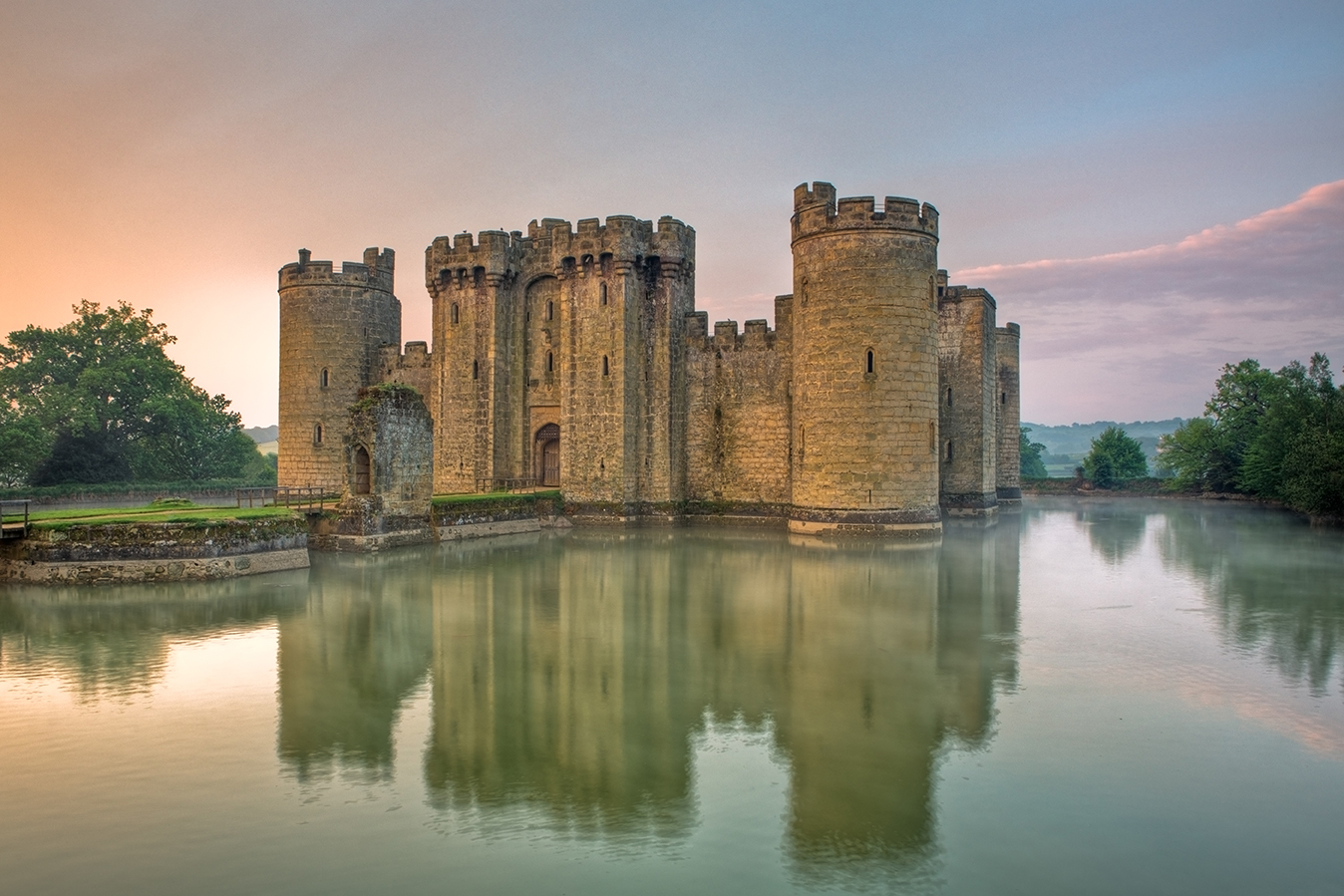
14세기의 잉글랜드 보디엄성.

중세 건축(中世建築, 영어: Medieval architecture)은 중세 유럽에서 유명한 다양한 건축 양식을 대표한다.

## 초기
현존하는 소수의 당시의 건축 유적 중, 먼저 들 수 있는 것은 아헨의 궁정 예배당(현재는 아헨 본사원의 일부를 이루고 있다)이다. 라벤나의 성 비탈레 사원을 본따서 만들어진 팔각당 형식의 이 건물은 석재를 써서 만든 큰 돔을 이용하여 넓은 공간을 메우고 있다. 로마 말기에 동방제국에서 해결되었던 돔의 공법은 서구권에서는 아직 생소한 것이었다. 아헨 사원은 단지 웅장한 건축물일 뿐만 아니라 돔 시공(施工) 기술의 곤란성을 고려에 넣는다면, 궁정에서의 미술정책을 토대로 해서만이 실현될 수 있었던 예외적인 작품이었다. 다른 대부분의 교회나 수도원은 바실리카 형식으로 메로빙거 왕조 이래의 공법을 계승하고 있음이 기록과 초석의 연구로 규명되어 있다. 건축물의 내부는 모자이크나 프레스코화에 의해 아름답게 장식되어 있다. 모자이크가 남아 있는 예는 생 제르맹 데 프레 사원을 들 수 있을 뿐으로 비잔틴 풍의 힘찬 것이었다. 오세르의 성 제르만 교회의 벽화에는 고대풍의 모습을 한 성자상이 그려져, 구상적인 종교 도상의 표현을 거부해 오던 종래의 게르만 미술에 새로운 국면이 나타났다.

## 비잔티움 건축
비잔틴 건축궁전과 교회 건축에서 발전하였는데, 교회 건축은 처음에는 잍탈에서 발전한 긴 바실리카식 평면을 채용하였으나 점차 둥근 돔 지붕을 가진 집중형으로 바뀌었다. 박해가 그치고 그리스도교가 공인되면서부터 신앙의 영웅이 된 12제자들의 무덤 위에 성당이나 경당이 건축되기 시작하였다. 이러한 순교자들의 성이나 경당은 돔으로 된 동방 이방인의 무덤 형태를 모방한 것인데 이 건축에서 집식 중회 건축이 유래되었다. 바실리카의 유축형(有軸形)과 중앙 집중식의 유형(有心形)을 결합한 비잔틴 교회의 그리스 십자형 평면은 중앙 집중적인 방사상 평으로,면동방 교회에서 강조하는 위계적인 우주관과 잘 들어 맞았으며, 이러한 우주관은 건축적·회화적 표현 방식을 두루 융합하여 성당의 돔·벽·천장 등에 꾸며 놓은 프레스코나 모자이크와 같은 교회 장식의 도상(圖像) 체계에서 뚜렷이 드러났다.
중앙 돔의 꼭대기에는 준엄한 모습의 ‘판토크라토르’(전능하신 분)라고 불리는 예수 그리스도의 모습을, 그 아래쪽에는 천사의 모습을, 그리고 벽에는 성인들과 예언자들의 모습을 차례로 배치하였다. 성모 마리아는 대개 4개의 날개부를 덮는 반쪽 돔 중 높은 곳의 일부에 그려졌다. 빛은 이러한 성스러운 돔에서 발생하여 그 아래의 집중화 된 공간으로 퍼진다. 동양적인 요소인 돔을 고전적인 열주식에 혼용시킨 비잔틴 성당은 돔을 연속된 벽으로 지지시킨 것이 아니라 4각형 평면 위에 펜덴티브를 사용하여 지지하였다. 이탈리아 북부 라벤나의 산 비탈레 성당, 베니치아의 산 마르크 성당, 콘스탄티노플의 하기아 소피아 성당 등이 대표적인 비잔틴 양식의 교회 건축이다. 

## 로마네스크 건축
카롤링거 왕조 밑에서는 아헨 성당과 같은 예를 제외한다면 건물의 지붕은 박공 형태의 목조였다. 로마네스크 양식의 성당은 주요 부분(네이브와 제실)에 석조의 아치 구조를 쓰고 있는 점에서, 종래에 없던 진보의 흔적을 찾을 수가 있다. 이것은 네이브의 양쪽 벽체(壁體) 위에, 부채꼴의 석재를 석회칠로 쌓아올려서 반원형의 통 모양으로 쌓아올린 것이다. 이 통 모양의 아치는 천장을 높게 하고 내부 공간을 확대시킬 수 있는 이점이 있었다. 그러나 무거운 돌지붕을 떠받치기 위해서 벽체는 두껍고, 곳곳에 바깥쪽으로부터의 버트리스를 필요로 하였다. 벽체로부터 직각으로 나와 있는 버트리스는 건물의 겉모양에 아름다운 실루엣을 던져주고 있다. 하중(荷重)에 대하여 벽의 강도(强度)를 유지하기 위하여 커다란 창을 만들기는 어려웠고, 따라서 내부 공간은 채광 부족을 면치 못하였다. 이러한 어둠도 당내의 종교적인 통일감을 이루는 데는 유효하였다. 안팎이 모두 묵직하고 장식이 적은 것이 특색이다. 이 경향은 12세기 이전의 북이탈리아 남프랑스, 카탈로니아 지방에서 많이 볼 수 있다. 독일에서는 이러한 영향을 받으면서도 카롤링거왕조의 전통을 독자적으로 발전시키고, 탑·세례당(洗禮堂) 등을 종합한 설계의 대형화가 이루어지고 있었다. 마인츠, 아우크스부르크 등의 본사원과 마리아 라하 수도원 등이 그 좋은 예이다. 로마네스크 건축은 12세기에 들어와 부르고뉴 지방에서 그 정수를 찾을 수 있다. 오턴, 베즐레의 두 사원은 가장 대표적인 것이다. 채광량을 늘리고 내부 공간을 확대하기 위해, 네이브를 높게 하고 아일(側廊)도 아치로 하였다. 여기에서 고안된 교차아치는 후일 고딕건축을 출현시킨 모체가 되었다. 내부는 네이브 측벽을 복층(複層)으로 하고, 그 상부에 높은 창을 가진 형식이 채택되고 있다. 기둥은 굵은 문설주에 주두(住頭)를 붙여 아케이드를 떠받치게 한다. 기둥의 형식은 시대가 흐름에 따라 장식주(裝飾柱)가 부가되거나 홈이 파진다. 외관도, 파사드에 장식조각이 새겨지고, 또는 북방에서 발달해 온 탑(塔)이 부착되기도 하여 신의 집 입구에 어울리게 모양을 갖추었다.

## 고딕 건축
12세기 중엽부터 15세기에 걸쳐 전유럽에 고딕 건축이 보급되었다. 고딕이란 고트풍(風)이라는 뜻으로 르네상스 시대의 예술가들이 그리스·로마의 미술과 비교하여 낮잡아서 사용한 이름이다. 19세기 이후는 그러한 의미가 없어지고 중세 후기의 독자적인 건축 양식으로서 주목받고 있다. 고딕 양식은 이미 12세기에 시작되어 프랑스의 교회 건축을 중심으로 발달했다. 초기의 것으로는 파리의 노트르담 성당이 유명하다. 이것은 안정된 본채 위에 두 개의 탑을 올려놓아 정면에서 본 모습은 기하학적으로도 안정된 것이라 하며, 13세기 고딕 건축의 본보기가 되었다. 13세기에 들어서자 3층 구조가 채용되어 높은 창에 의한 채광을 효과적으로 이용하게 되었다. 이 시대의 건축 전형으로 프랑스의 샤르트르, 랭스, 아미앵의 교회당, 독일의 쾰른 성당 등을 들 수 있는데 특히 쾰른의 경우는 두 개의 아름다운 첨탑과 넓고 높은 창이 특색으로 되어 있다.

## 참조
- 이 문서에는 다음커뮤니케이션(현 카카오)에서 GFDL 또는 CC-SA 라이선스로 배포한 글로벌 세계대백과사전의 내용을 기초로 작성된 글이 포함되어 있습니다.